# Bazzania obtusata
Bazzania obtusata là một loài rêu tản trong họ Lepidoziaceae. Loài này được (Mitt.) Abeyw. miêu tả khoa học lần đầu tiên năm 1959.